# Ihr werdet weinen und heulen
Ihr werdet weinen und heulen (BWV 103) ist eine Kirchenkantate von Johann Sebastian Bach. Er komponierte sie in Leipzig für den Sonntag Jubilate und führte sie am 22. April 1725 zum ersten Mal auf.

## Geschichte und Worte
Bach schrieb die Kantate für den Sonntag Jubilate, den dritten Sonntag nach Ostern. Die vorgeschriebenen Lesungen waren 1 Petr 2,11–20 , „Seid untertan aller menschlichen Ordnung“ und Joh 16,16–23  aus den Abschiedsreden Jesu. Bach hatte den darin angesprochenen Gegensatz von Trauer und Freude bereits zuvor für denselben Anlass 1714 in Weimar vertont, in der Kantate Weinen, Klagen, Sorgen, Zagen, deren ersten Chorsatz er als Basis für das Crucifixus seiner h-Moll-Messe benutzte.
Den Text der Kantate verfasste die Dichterin Christiana Mariana von Ziegler als den ersten von neun Texten, die sie für Bach schrieb. Sie beginnt mit einem Zitat aus dem Evangelium, Vers 20, und endet mit der 9. Strophe des Kirchenliedes „Barmherzger Vater, höchster Gott“ von Paul Gerhardt (1653). Ihre eigene Dichtung beleuchtet in einer Folge von Rezitativen und Arien in zwei Sätzen die Traurigkeit über den Abschied von Jesus, in zwei weiteren die Freude über seine verheißene Wiederkehr. Bach bearbeitete die Dichtung, namentlich in Satz 4, den er einschneidend kürzte.
Bach führte die Kantate am 22. April 1725 erstmals auf. Für spätere Aufführungen veränderte er die Instrumentierung.

## Besetzung und Aufbau
Die Kantate ist besetzt mit drei Vokalsolisten (Alt, Tenor und Bass), vierstimmigem Chor, Trompete, Flauto piccolo (Diskant-Blockflöte), zwei Oboen d’amore, zwei Violinen, Viola und Basso continuo. Die Kantate enthält sechs Sätze.
1. Coro e arioso (Bass): Ihr werdet weinen und heulen
2. Recitativo (Tenor): Wer sollte nicht in Klagen untergehn
3. Aria (Alt): Kein Arzt ist außer dir zu finden
4. Aria (Alt): Du wirst mich nach der Angst auch wiederum erquicken
5. Aria (Tenor): Erholet euch, betrübte Sinnen
6. Choral: Ich hab dich einen Augenblick

## Musik
Der Eingangschor ist ein ungewöhnlicher Satz, in dem Bach ein Arioso für Bass in den Chorsatz einbaut. Auch die Instrumentierung ist besonders. Hier und in der ersten Arie verlangt Bach nach einem Flauto piccolo, einer hohen Blockflöte in d. Das wäre nach heutiger Terminologie eine Sopranblockflöte in d. Bach hat diesem selten verwendeten Instrument einen konzertanten Solopart von äußerster Virtuosität übertragen. Für eine weitere Aufführung 1731 schrieb Bach eine Alternativstimme für „Violino Conc: ou Trav“, also Solovioline oder Traversflöte.
Alle Instrumente außer der Trompete spielen im Eingangschor ein Ritornell, dann beschreibt eine Chorfuge das Weinen und Heulen, von dem der Text spricht, mit neuen Themen voller Chromatik und übermäßiger Intervalle. In großem Kontrast wird die folgende Zeile, „aber die Welt wird sich freuen“, ausgedrückt durch einen Chorsatz, der in den Beginn des Ritornells eingebettet ist. Die Abfolge wiederholt sich ein weiteres Mal noch ausführlicher, diesmal behandelt die Fuge beide Textzeilen als Doppelfuge, wobei das Material der zweiten Zeile dem Ritornell entnommen ist, danach wird das ganze Ritornell mit eingebautem Chor wiederholt. Der Bass als die Vox Christi (Stimme Christi) singt drei Mal, plötzlich adagio, „Ihr aber werdet traurig sein“ als Accompagnato-Rezitative. Schließlich wiederholt sich die erweiterte Folge von Fuge und Ritornell mit Chor transponiert, auf den Text „Doch eure Traurigkeit soll in Freude verkehret werden“. Die Architektur des Satzes verbindet Elemente der Motette mit denen des Concerto.
Satz 2 ist ein Secco-Rezitativ für Tenor, das in einem Arioso mit einem ausdrucksvollen Melisma auf das Wort „Schmerzen“ endet. Satz 3 ist eine Arie für Alt mit obligatem Flauto piccolo. Das Alt-Rezitativ bringt eine Wendung, es beginnt in h-Moll, wie der Eingangschor, doch moduliert nach D-Dur und endet mit einer weitgespannten Koloratur auf das Wort „Freude“. Satz 5 übernimmt die freudigen Koloraturen, unterstützt von der Trompete und fanfarenhaften Dreiklangsmotiven im Orchester. Die Kantate schließt mit einem vierstimmigen Satz zur Melodie von „Was mein Gott will, das g’scheh allzeit“, den Bach häufig verwendete, unter anderem in seiner Matthäus-Passion.

## Einspielungen (Auswahl)
LP / CD
- Bach Made in Germany Vol. 1 – Cantatas IV. Günther Ramin, Thomanerchor, Gewandhausorchester, Eva Fleischer, Gert Lutze. Eterna, 1951.
- Les Grandes Cantates de J. S. Bach, Vol. 22. Fritz Werner, Heinrich-Schütz-Chor Heilbronn, Pforzheimer Kammerorchester, Barbara Scherler, Georg Jelden, Jakob Stämpfli. Erato, 1966.
- Bach Kantaten, Vol. 8: BWV 103, 85, 86, 144. Diethard Hellmann, Bachchor Mainz, Bachorchester Mainz, Marie-Luise Gilles, Kurt Equiluz. DdM-Records Mitterteich, späte 1960er Jahre?
- J. S. Bach: Das Kantatenwerk, Folge 26 – BWV 103–106. Gustav Leonhardt, Knabenchor Hannover, Collegium Vocale Gent, Leonhardt-Consort, Solist des Knabenchors Hannover, Paul Esswood, Kurt Equiluz, Max van Egmond. Telefunken, 1980.
- Die Bach Kantate Vol. 32. Helmuth Rilling, Gächinger Kantorei, Bach-Collegium Stuttgart, Doris Soffel, Peter Schreier, Walter Heldwein. Hänssler, 1981.
- Bach Edition Vol. 12 – Cantatas Vol. 6. Pieter Jan Leusink, Holland Boys Choir, Netherlands Bach Collegium, Sytse Buwalda, Knut Schoch, Bas Ramselaar. Brilliant Classics, 1999.
- Bach Cantatas Vol. 24: Altenburg/Warwick / For the 3rd Sunday after Easter (Jubilate) / For for the 4th Sunday after Easter (Cantate). John Eliot Gardiner, Monteverdi Choir, English Baroque Soloists, William Towers, Mark Padmore, Julian Clarkson. Soli Deo Gloria, 2000.
- J. S. Bach: Complete Cantatas Vol. 14. Ton Koopman, Amsterdam Baroque Orchestra & Choir, Bogna Bartosz, Jörg Dürmüller, Klaus Mertens. Antoine Marchand, 2001.
- J. S. Bach: Cantatas Vol. 36 (Cantatas from Leipzig 1725) – BWV 6, 42, 103, 108. Masaaki Suzuki, Bach Collegium Japan, Robin Blaze, Gerd Türk, Dominik Wörner. BIS, 2006.

DVD
- J. S. Bach: Kantate BWV 103 „Ihr werdet weinen und heulen“. Rudolf Lutz, Schola Seconda Pratica, Stefanie Irányi, Andreas Weller. Samt Einführungsworkshop sowie Reflexion von Berthold Rothschild. Gallus Media, 2010.[8]